# Eleições presidenciais no Afeganistão em 2009
As eleições presidenciais afegãs de 2009 foram realizadas em 20 de agosto.

## Candidatos
| Partido               | Candidato | Candidato          |
| --------------------- | --------- | ------------------ |
| Independente          |           | Hamid Karzai       |
| Frente Nacional Unida |           | Abdullah Abdullah  |
| Independente          |           | Ramazan Bashardost |

## O pleito
As autoridades ocidentais e do próprio Afeganistão se mostraram aliviadas pela violência não ter impedido o acontecimento da eleição, isso porque militantes do Taliban terem prometido parar o processo e realizar ataques esporádicos no país todo. Ataques e ameaças assustaram muitas pessoas, em especial no sul, onde o grupo tem mais força. Já que se esperava que os eleitores no sul apoiassem Karzai, a baixa presença nas urnas lá aumenta a chance de haver um segundo turno. A eleição foi, em geral, justa, disse o general Philippe Morillon, líder da missão de observação das eleições da União Europeia. "Mas livre não seria o caso em algumas partes do país por causa do terror", afirmou. A UE, como outros grupos ocidentais que acompanharam o processo eleitoral, teve poucos funcionários que conseguiram chegar às violentas províncias do sul. Ao menos nove civis afegãos e 14 membros das forças de segurança foram mortos no dia do pleito, quando bombas choveram sobre as cidades da região. Em 28 de agosto, a comissão eleitoral do País já havia recebido mais de 2 mil reclamações de fraude ou abusos no pleito, sendo que 270 das queixas são consideradas sérias o bastante para afetar os resultados. Das 2.207 reclamações, 1.740 foram recebidas após o dia da eleição. 984 das queixas foram classificadas, sendo 270 da categoria A, "que, se forem provadas, podem ter efeitos substanciais no resultado", segundo o órgão. "As reclamações recebidas variam. Elas incluem alegações de violação de urnas, tintas de má qualidade, intimidação e acusações contra funcionários eleitorais". Até este dia apenas 17% dos votos haviam sido divulgados como apurados.

## Resultados
| Hamid Karzai                 | 2.283.907 | 49,67  |
| Abdullah Abdullah            | 1.406.242 | 30,59  |
| Ramazan Bashardost           | 481.072   | 10,46  |
| Ashraf Ghani Ahmadzai        | 135.106   | 2,94   |
| Mirwais Yasini               | 47.511    | 1,03   |
| Shahnawaz Tanai              | 29.648    | 0,64   |
| Frozan Fana                  | 21.512    | 0,47   |
| Abdul Salam Rocketi          | 19.997    | 0,43   |
| Habib Mangal                 | 18.746    | 0,41   |
| Motasim Billah Mazhabi       | 18.248    | 0,40   |
| Abdul Latif Pedram           | 15.462    | 0,34   |
| Mohammad Sarwar Ahmadzai     | 14.273    | 0,31   |
| Sayed Jalal Karim            | 13.489    | 0,29   |
| Shahla Atta                  | 10.687    | 0,23   |
| Mahbob-U-lah Koshani         | 10.255    | 0,22   |
| Alhaj Abdul Ghafor Zori      | 9.286     | 0,20   |
| Rahim Jan Shinzad            | 7.197     | 0,16   |
| Zabih-U-llah Ghazi Noristani | 6.284     | 0,14   |
| Abdul Jabar Sabet            | 6.190     | 0,13   |
| Mohammad Hashem Taufiqui     | 5.043     | 0,11   |
| Bismillah Shir               | 4.550     | 0,10   |
| Ghulam Faroq Nijrabi         | 4.528     | 0,10   |
| Abdul Hasib Arian            | 4.472     | 0,10   |
| Moin-ul-din Ulfati           | 3.518     | 0,08   |
| Gul Ahmmad Yama              | 3.221     | 0,07   |
| Ghulam Mohammad Rigi         | 3.180     | 0,07   |
| Mohammad Akbar Oria          | 2.991     | 0,07   |
| Bashir Ahmad Bizhan          | 2.457     | 0,05   |
| Sangin Mohammad Rahmani      | 2.434     | 0,05   |
| Hedayat Amin Arsala          | 2.346     | 0,05   |
| Abdul Majid Samim            | 2.198     | 0,05   |
| Zia-ul-haq Hafizi            | 1.679     | 0,04   |
| Válidos                      | 4.597.727 | 100,00 |
| Inválidos                    | 225.363   | 4,67   |
| Total                        | 4.823.090 | 100,00 |
| Fonte: (em inglês) IEC       |           |        |